# أنتوني أليكس
أنتوني أليكس هو لاعب كرة قدم كندية كندي، ولد في 8 ديسمبر 1986 في مونت تريمبلانت في كندا.